# Eleições legislativas portuguesas de 2022 no distrito de Leiria
| Eleições legislativas portuguesas de 2022 Distritos: Aveiro \| Beja \| Braga \| Bragança \| Castelo Branco \| Coimbra \| Évora \| Faro \| Guarda \| Leiria \| Lisboa \| Portalegre \| Porto \| Santarém \| Setúbal \| Viana do Castelo \| Vila Real \| Viseu \| Açores \| Madeira \| Estrangeiro |

## Resultados por concelho
Os resultados nos concelhos do Distrito de Leiria foram os seguintes:

### Alcobaça
| Partido                 | Partido                        | Votos  | %               | +/-  |
| ----------------------- | ------------------------------ | ------ | --------------- | ---- |
|                         | Partido Social Democrata       | 10 436 | 35,93 / 100,00  | 0,80 |
|                         | Partido Socialista             | 10 182 | 35,06 / 100,00  | 3,90 |
|                         | CHEGA                          | 2 447  | 8,43 / 100,00   | 6,86 |
|                         | Iniciativa Liberal             | 1 486  | 5,12 / 100,00   | 4,25 |
|                         | Bloco de Esquerda              | 1 144  | 3,94 / 100,00   | 4,37 |
|                         | Coligação Democrática Unitária | 791    | 2,72 / 100,00   | 1,16 |
|                         | CDS – Partido Popular          | 649    | 2,23 / 100,00   | 3,32 |
|                         | Pessoas–Animais–Natureza       | 342    | 1,18 / 100,00   | 1,31 |
|                         | Outros (com menos de 1,00%)    | 716    | 2,46 / 100,00   |      |
| Votos Inválidos         | Votos Inválidos                | 850    | 2,93 / 100,00   | 2,81 |
| Total                   | Total                          | 29 043 | 100,00 / 100,00 |      |
| Eleitorado/Participação | Eleitorado/Participação        | 48 583 | 59,78 / 100,00  | 3,44 |

| Freguesia              | %     | %     | %     | %    | %    | %    | %    | %    | Votantes |
| Freguesia              | PSD   | PS    | CH    | IL   | BE   | CDU  | CDS  | PAN  | Votantes |
| ---------------------- | ----- | ----- | ----- | ---- | ---- | ---- | ---- | ---- | -------- |
| Freguesia              |       |       |       |      |      |      |      |      | Votantes |
| Alcobaça e Vestiaria   | 34,73 | 35,60 | 6,84  | 5,60 | 4,33 | 3,80 | 2,36 | 1,49 | 3 553    |
| Alfeizerão             | 38,01 | 35,30 | 8,61  | 5,18 | 3,80 | 1,69 | 2,11 | 0,84 | 1 660    |
| Aljubarrota            | 31,61 | 37,01 | 9,21  | 5,28 | 4,16 | 3,10 | 2,66 | 1,22 | 3 126    |
| Bárrio                 | 26,95 | 46,60 | 5,32  | 4,33 | 3,34 | 4,94 | 1,85 | 0,99 | 809      |
| Benedita               | 44,72 | 25,45 | 8,67  | 7,16 | 3,71 | 1,35 | 2,48 | 1,07 | 4 877    |
| Cela                   | 35,77 | 36,68 | 7,95  | 3,78 | 4,23 | 2,48 | 1,95 | 0,85 | 1 535    |
| Cós, Alpedriz e Montes | 23,49 | 48,76 | 6,98  | 3,11 | 4,76 | 4,00 | 1,52 | 1,52 | 1 575    |
| Évora de Alcobaça      | 41,58 | 32,85 | 8,19  | 3,48 | 3,02 | 1,70 | 2,73 | 1,03 | 2 417    |
| Maiorga                | 19,68 | 49,45 | 7,87  | 4,44 | 5,05 | 5,85 | 1,92 | 0,61 | 991      |
| Pataias e Martingança  | 24,92 | 45,77 | 7,60  | 4,79 | 4,74 | 4,37 | 1,18 | 1,49 | 3 568    |
| São Martinho do Porto  | 33,49 | 37,60 | 8,08  | 5,82 | 4,32 | 2,40 | 2,12 | 1,16 | 1 460    |
| Turquel                | 46,15 | 22,79 | 12,07 | 5,26 | 3,38 | 0,82 | 2,45 | 0,94 | 2 453    |
| Vimeiro                | 54,47 | 19,63 | 11,19 | 3,14 | 1,08 | 1,37 | 3,83 | 1,57 | 1 019    |
| Alcobaça               | 35,93 | 35,06 | 8,43  | 5,12 | 3,94 | 2,72 | 2,23 | 1,18 | 29 043   |

### Alvaiázere
| Partido                 | Partido                     | Votos | %               | +/-  |
| ----------------------- | --------------------------- | ----- | --------------- | ---- |
|                         | Partido Social Democrata    | 1 683 | 50,16 / 100,00  | 0,50 |
|                         | Partido Socialista          | 915   | 27,27 / 100,00  | 4,62 |
|                         | CHEGA                       | 368   | 10,97 / 100,00  | 9,40 |
|                         | CDS – Partido Popular       | 80    | 2,38 / 100,00   | 6,01 |
|                         | Bloco de Esquerda           | 75    | 2,24 / 100,00   | 2,54 |
|                         | Iniciativa Liberal          | 69    | 2,06 / 100,00   | 1,83 |
|                         | Outros (com menos de 1,00%) | 90    | 2,68 / 100,00   |      |
| Votos Inválidos         | Votos Inválidos             | 75    | 2,23 / 100,00   | 3,05 |
| Total                   | Total                       | 3 355 | 100,00 / 100,00 |      |
| Eleitorado/Participação | Eleitorado/Participação     | 5 877 | 57,09 / 100,00  | 1,04 |

| Freguesia           | %     | %     | %     | %    | %    | %    | Votantes |
| Freguesia           | PSD   | PS    | CH    | CDS  | BE   | IL   | Votantes |
| ------------------- | ----- | ----- | ----- | ---- | ---- | ---- | -------- |
| Freguesia           |       |       |       |      |      |      | Votantes |
| Almoster            | 59,68 | 26,35 | 5,40  | 1,27 | 2,22 | 1,59 | 315      |
| Alvaiázere          | 48,00 | 27,65 | 10,89 | 2,06 | 2,47 | 2,77 | 973      |
| Maçãs de Dona Maria | 53,28 | 28,13 | 8,10  | 3,46 | 1,31 | 1,55 | 839      |
| Pelmá               | 51,93 | 18,99 | 19,29 | 1,78 | 1,19 | 2,37 | 337      |
| Pussos São Pedro    | 45,57 | 29,52 | 12,57 | 2,36 | 3,25 | 1,80 | 891      |
| Alvaiázere          | 50,16 | 27,27 | 10,97 | 2,38 | 2,24 | 2,06 | 3 355    |

### Ansião
| Partido                 | Partido                        | Votos  | %               | +/-  |
| ----------------------- | ------------------------------ | ------ | --------------- | ---- |
|                         | Partido Social Democrata       | 2 758  | 42,43 / 100,00  | 0,98 |
|                         | Partido Socialista             | 2 413  | 37,12 / 100,00  | 4,05 |
|                         | CHEGA                          | 476    | 7,32 / 100,00   | 6,00 |
|                         | Iniciativa Liberal             | 166    | 2,55 / 100,00   | 1,89 |
|                         | Bloco de Esquerda              | 160    | 2,46 / 100,00   | 2,69 |
|                         | CDS – Partido Popular          | 108    | 1,66 / 100,00   | 1,76 |
|                         | Coligação Democrática Unitária | 104    | 1,60 / 100,00   | 0,33 |
|                         | Outros (com menos de 1,00%)    | 155    | 2,38 / 100,00   |      |
| Votos Inválidos         | Votos Inválidos                | 160    | 2,47 / 100,00   | 2,48 |
| Total                   | Total                          | 6 500  | 100,00 / 100,00 |      |
| Eleitorado/Participação | Eleitorado/Participação        | 11 039 | 58,88 / 100,00  | 1,45 |

| Freguesia          | %     | %     | %    | %    | %    | %    | %    | Votantes |
| Freguesia          | PSD   | PS    | CH   | IL   | BE   | CDS  | CDU  | Votantes |
| ------------------ | ----- | ----- | ---- | ---- | ---- | ---- | ---- | -------- |
| Freguesia          |       |       |      |      |      |      |      | Votantes |
| Alvorge            | 36,97 | 44,55 | 6,10 | 2,22 | 2,22 | 1,48 | 1,66 | 541      |
| Ansião             | 37,81 | 39,19 | 7,97 | 2,10 | 3,12 | 1,89 | 2,45 | 1 957    |
| Avelar             | 35,37 | 43,15 | 6,38 | 3,56 | 3,19 | 0,94 | 1,13 | 1 066    |
| Chão de Couce      | 47,26 | 33,54 | 5,91 | 3,27 | 2,22 | 1,90 | 1,90 | 948      |
| Pousaflores        | 44,92 | 36,99 | 7,32 | 0,61 | 2,24 | 2,64 | 1,22 | 492      |
| Santiago da Guarda | 51,60 | 29,75 | 8,49 | 2,74 | 1,40 | 1,47 | 0,74 | 1 496    |
| Ansião             | 42,43 | 37,12 | 7,32 | 2,55 | 2,46 | 1,66 | 1,60 | 6 500    |

### Batalha
| Partido                 | Partido                        | Votos  | %               | +/-  |
| ----------------------- | ------------------------------ | ------ | --------------- | ---- |
|                         | Partido Social Democrata       | 3 577  | 41,32 / 100,00  | 1,55 |
|                         | Partido Socialista             | 2 537  | 29,31 / 100,00  | 4,96 |
|                         | CHEGA                          | 749    | 8,65 / 100,00   | 7,36 |
|                         | Iniciativa Liberal             | 562    | 6,49 / 100,00   | 5,14 |
|                         | Bloco de Esquerda              | 287    | 3,32 / 100,00   | 4,70 |
|                         | CDS – Partido Popular          | 287    | 3,32 / 100,00   | 4,65 |
|                         | Pessoas–Animais–Natureza       | 114    | 1,32 / 100,00   | 1,30 |
|                         | Coligação Democrática Unitária | 100    | 1,16 / 100,00   | 0,87 |
|                         | Outros (com menos de 1,00%)    | 203    | 2,34 / 100,00   |      |
| Votos Inválidos         | Votos Inválidos                | 240    | 2,77 / 100,00   | 4,23 |
| Total                   | Total                          | 8 656  | 100,00 / 100,00 |      |
| Eleitorado/Participação | Eleitorado/Participação        | 13 984 | 61,90 / 100,00  | 2,66 |

| Freguesia         | %     | %     | %     | %    | %    | %    | %    | %    | Votantes |
| Freguesia         | PSD   | PS    | CH    | IL   | BE   | CDS  | PAN  | CDU  | Votantes |
| ----------------- | ----- | ----- | ----- | ---- | ---- | ---- | ---- | ---- | -------- |
| Freguesia         |       |       |       |      |      |      |      |      | Votantes |
| Batalha           | 36,86 | 31,51 | 8,56  | 7,91 | 4,01 | 3,05 | 1,36 | 1,39 | 4 617    |
| Golpilheira       | 41,55 | 31,80 | 6,94  | 5,38 | 3,81 | 3,81 | 1,57 | 1,01 | 893      |
| Reguengo do Fetal | 40,78 | 33,83 | 6,52  | 6,00 | 2,87 | 2,87 | 1,48 | 0,78 | 1 150    |
| São Mamede        | 51,85 | 20,49 | 10,87 | 4,01 | 1,75 | 3,96 | 1,00 | 0,90 | 1 996    |
| Batalha           | 41,32 | 29,31 | 8,65  | 6,49 | 3,32 | 3,32 | 1,32 | 1,16 | 8 656    |

### Bombarral
| Partido                 | Partido                        | Votos  | %               | +/-  |
| ----------------------- | ------------------------------ | ------ | --------------- | ---- |
|                         | Partido Socialista             | 2 651  | 41,49 / 100,00  | 5,97 |
|                         | Partido Social Democrata       | 1 847  | 28,91 / 100,00  | 1,93 |
|                         | CHEGA                          | 496    | 7,76 / 100,00   | 6,24 |
|                         | Coligação Democrática Unitária | 283    | 4,43 / 100,00   | 2,32 |
|                         | Iniciativa Liberal             | 270    | 4,23 / 100,00   | 3,66 |
|                         | Bloco de Esquerda              | 259    | 4,05 / 100,00   | 5,11 |
|                         | CDS – Partido Popular          | 233    | 3,65 / 100,00   | 2,98 |
|                         | Pessoas–Animais–Natureza       | 77     | 1,21 / 100,00   | 1,69 |
|                         | Outros (com menos de 1,00%)    | 127    | 2,00 / 100,00   |      |
| Votos Inválidos         | Votos Inválidos                | 146    | 2,29 / 100,00   | 2,61 |
| Total                   | Total                          | 6 389  | 100,00 / 100,00 |      |
| Eleitorado/Participação | Eleitorado/Participação        | 11 234 | 56,87 / 100,00  | 2,98 |

| Freguesia             | %     | %     | %    | %    | %    | %    | %    | %    | Votantes |
| Freguesia             | PS    | PSD   | CH   | CDU  | IL   | BE   | CDS  | PAN  | Votantes |
| --------------------- | ----- | ----- | ---- | ---- | ---- | ---- | ---- | ---- | -------- |
| Freguesia             |       |       |      |      |      |      |      |      | Votantes |
| Bombarral e Vale Covo | 42,34 | 26,92 | 7,25 | 4,64 | 4,05 | 4,70 | 3,40 | 1,83 | 3 380    |
| Carvalhal             | 45,05 | 29,87 | 6,68 | 2,04 | 4,01 | 3,38 | 4,48 | 0,47 | 1 272    |
| Pó                    | 38,94 | 35,40 | 9,96 | 3,98 | 3,98 | 1,77 | 2,43 | 0,22 | 452      |
| Roliça                | 36,65 | 30,89 | 9,42 | 6,38 | 4,98 | 3,81 | 3,89 | 0,62 | 1 285    |
| Bombarral             | 41,49 | 28,91 | 7,76 | 4,43 | 4,23 | 4,05 | 3,65 | 1,21 | 6 389    |

### Caldas da Rainha
| Partido                 | Partido                        | Votos  | %               | +/-  |
| ----------------------- | ------------------------------ | ------ | --------------- | ---- |
|                         | Partido Socialista             | 9 068  | 36,56 / 100,00  | 5,30 |
|                         | Partido Social Democrata       | 7 999  | 32,25 / 100,00  | 0,08 |
|                         | CHEGA                          | 2 000  | 8,06 / 100,00   | 6,57 |
|                         | Bloco de Esquerda              | 1 373  | 5,54 / 100,00   | 5,30 |
|                         | Iniciativa Liberal             | 1 365  | 5,50 / 100,00   | 4,55 |
|                         | Coligação Democrática Unitária | 754    | 3,04 / 100,00   | 1,23 |
|                         | CDS – Partido Popular          | 521    | 2,10 / 100,00   | 3,24 |
|                         | Pessoas–Animais–Natureza       | 379    | 1,53 / 100,00   | 1,83 |
|                         | LIVRE                          | 353    | 1,42 / 100,00   | 0,22 |
|                         | Outros (com menos de 1,00%)    | 378    | 1,52 / 100,00   |      |
| Votos Inválidos         | Votos Inválidos                | 614    | 2,48 / 100,00   | 2,57 |
| Total                   | Total                          | 24 804 | 100,00 / 100,00 |      |
| Eleitorado/Participação | Eleitorado/Participação        | 45 213 | 54,86 / 100,00  | 3,30 |

| Freguesia                                        | %     | %     | %     | %    | %    | %    | %    | %    | %    | Votantes |
| Freguesia                                        | PS    | PSD   | CH    | BE   | IL   | CDU  | CDS  | PAN  | L    | Votantes |
| ------------------------------------------------ | ----- | ----- | ----- | ---- | ---- | ---- | ---- | ---- | ---- | -------- |
| Freguesia                                        |       |       |       |      |      |      |      |      |      | Votantes |
| A dos Francos                                    | 37,61 | 35,43 | 11,04 | 2,70 | 2,82 | 2,44 | 2,70 | 1,16 | 0,13 | 779      |
| Alvorninha                                       | 35,10 | 38,60 | 7,97  | 3,50 | 4,10 | 2,38 | 2,09 | 1,04 | 0,97 | 1 342    |
| Caldas da Rainha - Santo Onofre e Serra do Bouro | 40,62 | 24,09 | 9,26  | 7,00 | 5,48 | 3,99 | 1,64 | 1,92 | 1,65 | 5 259    |
| Carvalhal Benfeito                               | 23,59 | 50,26 | 8,03  | 2,22 | 3,08 | 0,85 | 4,44 | 1,37 | 1,20 | 585      |
| Foz do Arelho                                    | 38,07 | 29,40 | 7,39  | 4,69 | 7,24 | 3,55 | 1,99 | 1,99 | 1,42 | 704      |
| Landal                                           | 28,71 | 46,05 | 9,44  | 2,12 | 3,66 | 0,58 | 2,89 | 0,58 | 1,16 | 519      |
| Nadadouro                                        | 32,52 | 33,69 | 8,64  | 6,21 | 7,28 | 2,33 | 2,23 | 1,26 | 1,26 | 1 030    |
| Nossa Senhora do Pópulo, Coto e São Gregório     | 36,12 | 31,46 | 6,92  | 6,23 | 6,74 | 3,35 | 2,02 | 1,73 | 1,81 | 9 112    |
| Salir de Matos                                   | 36,50 | 33,74 | 10,16 | 3,74 | 4,80 | 2,28 | 2,11 | 0,73 | 0,98 | 1 230    |
| Santa Catarina                                   | 26,28 | 46,49 | 8,48  | 3,89 | 4,02 | 1,53 | 3,76 | 1,02 | 0,96 | 1 568    |
| Tornada e Salir do Porto                         | 44,65 | 28,03 | 7,07  | 5,75 | 4,05 | 3,25 | 1,32 | 1,22 | 1,08 | 2 123    |
| Vidais                                           | 32,19 | 44,30 | 7,96  | 3,44 | 2,71 | 1,81 | 1,99 | 1,45 | 0,18 | 553      |
| Caldas da Rainha                                 | 36,56 | 32,25 | 8,06  | 5,54 | 5,50 | 3,04 | 2,10 | 1,53 | 1,42 | 24 804   |

### Castanheira de Pêra
| Partido                 | Partido                        | Votos | %               | +/-  |
| ----------------------- | ------------------------------ | ----- | --------------- | ---- |
|                         | Partido Socialista             | 861   | 55,73 / 100,00  | 6,14 |
|                         | Partido Social Democrata       | 411   | 26,60 / 100,00  | 1,24 |
|                         | CHEGA                          | 57    | 3,69 / 100,00   | 3,28 |
|                         | Iniciativa Liberal             | 51    | 3,30 / 100,00   | 2,76 |
|                         | Bloco de Esquerda              | 48    | 3,11 / 100,00   | 5,35 |
|                         | Coligação Democrática Unitária | 22    | 1,42 / 100,00   | 1,29 |
|                         | CDS – Partido Popular          | 21    | 1,36 / 100,00   | 3,44 |
|                         | Outros (com menos de 1,00%)    | 32    | 2,06 / 100,00   |      |
| Votos Inválidos         | Votos Inválidos                | 42    | 2,71 / 100,00   | 1,48 |
| Total                   | Total                          | 1 545 | 100,00 / 100,00 |      |
| Eleitorado/Participação | Eleitorado/Participação        | 2 522 | 61,26 / 100,00  | 5,38 |

| Freguesia                      | %     | %     | %    | %    | %    | %    | %    | Votantes |
| Freguesia                      | PS    | PSD   | CH   | IL   | BE   | CDU  | CDS  | Votantes |
| ------------------------------ | ----- | ----- | ---- | ---- | ---- | ---- | ---- | -------- |
| Freguesia                      |       |       |      |      |      |      |      | Votantes |
| Castanheira de Pera e Coentral | 55,73 | 26,60 | 3,69 | 3,30 | 3,11 | 1,42 | 1,36 | 1 545    |
| Castanheira de Pera            | 55,73 | 26,60 | 3,69 | 3,30 | 3,11 | 1,42 | 1,36 | 1 545    |

### Figueiró dos Vinhos
| Partido                 | Partido                        | Votos | %               | +/-  |
| ----------------------- | ------------------------------ | ----- | --------------- | ---- |
|                         | Partido Socialista             | 1 202 | 40,65 / 100,00  | 3,71 |
|                         | Partido Social Democrata       | 1 141 | 38,59 / 100,00  | 0,70 |
|                         | CHEGA                          | 190   | 6,43 / 100,00   | 5,24 |
|                         | Iniciativa Liberal             | 88    | 2,98 / 100,00   | 2,32 |
|                         | Bloco de Esquerda              | 87    | 2,94 / 100,00   | 2,22 |
|                         | CDS – Partido Popular          | 49    | 1,66 / 100,00   | 2,68 |
|                         | Coligação Democrática Unitária | 45    | 1,52 / 100,00   | 0,23 |
|                         | Outros (com menos de 1,00%)    | 77    | 2,60 / 100,00   |      |
| Votos Inválidos         | Votos Inválidos                | 78    | 2,64 / 100,00   | 2,95 |
| Total                   | Total                          | 2 957 | 100,00 / 100,00 |      |
| Eleitorado/Participação | Eleitorado/Participação        | 5 236 | 56,47 / 100,00  | 1,09 |

| Freguesia                       | %     | %     | %    | %    | %    | %    | %    | Votantes |
| Freguesia                       | PS    | PSD   | CH   | IL   | BE   | CDS  | CDU  | Votantes |
| ------------------------------- | ----- | ----- | ---- | ---- | ---- | ---- | ---- | -------- |
| Freguesia                       |       |       |      |      |      |      |      | Votantes |
| Aguda                           | 37,57 | 41,75 | 6,83 | 1,90 | 3,98 | 3,04 | 0,57 | 527      |
| Arega                           | 39,59 | 38,67 | 8,47 | 3,66 | 2,52 | 1,60 | 0,69 | 437      |
| Campelo                         | 47,78 | 33,33 | 8,89 | 0    | 0    | 0    | 3,33 | 90       |
| Figueiró dos Vinhos e Bairradas | 41,41 | 37,94 | 5,73 | 3,26 | 2,89 | 1,37 | 1,89 | 1 903    |
| Figueiró dos Vinhos             | 40,65 | 38,59 | 6,43 | 2,98 | 2,94 | 1,66 | 1,52 | 2 957    |

### Leiria
| Partido                 | Partido                        | Votos   | %               | +/-  |
| ----------------------- | ------------------------------ | ------- | --------------- | ---- |
|                         | Partido Social Democrata       | 26 097  | 37,79 / 100,00  | 2,26 |
|                         | Partido Socialista             | 22 560  | 32,66 / 100,00  | 3,95 |
|                         | CHEGA                          | 5 093   | 7,37 / 100,00   | 5,97 |
|                         | Iniciativa Liberal             | 4 387   | 6,35 / 100,00   | 5,24 |
|                         | Bloco de Esquerda              | 3 143   | 4,55 / 100,00   | 4,66 |
|                         | CDS – Partido Popular          | 1 574   | 2,28 / 100,00   | 4,10 |
|                         | Coligação Democrática Unitária | 1 349   | 1,95 / 100,00   | 0,83 |
|                         | Pessoas–Animais–Natureza       | 998     | 1,44 / 100,00   | 1,70 |
|                         | LIVRE                          | 843     | 1,22 / 100,00   | 0,20 |
|                         | Outros (com menos de 1,00%)    | 1 076   | 1,55 / 100,00   |      |
| Votos Inválidos         | Votos Inválidos                | 1 946   | 2,82 / 100,00   | 3,70 |
| Total                   | Total                          | 69 066  | 100,00 / 100,00 |      |
| Eleitorado/Participação | Eleitorado/Participação        | 113 214 | 61,00 / 100,00  | 2,74 |

| Freguesia                         | %     | %     | %    | %    | %    | %    | %    | %    | %    | Votantes |
| Freguesia                         | PSD   | PS    | CH   | IL   | BE   | CDS  | CDU  | PAN  | L    | Votantes |
| --------------------------------- | ----- | ----- | ---- | ---- | ---- | ---- | ---- | ---- | ---- | -------- |
| Freguesia                         |       |       |      |      |      |      |      |      |      | Votantes |
| Amor                              | 28,69 | 39,67 | 7,48 | 5,87 | 4,14 | 2,66 | 2,75 | 1,77 | 1,18 | 2 367    |
| Arrabal                           | 43,10 | 28,26 | 8,88 | 6,42 | 2,72 | 3,89 | 1,62 | 0,78 | 0,58 | 1 543    |
| Bajouca                           | 58,78 | 17,16 | 4,73 | 5,05 | 3,21 | 3,05 | 1,20 | 0,96 | 1,36 | 1 247    |
| Bidoeira de Cima                  | 61,73 | 17,71 | 6,80 | 4,86 | 1,79 | 1,35 | 0,60 | 0,60 | 0,22 | 1 338    |
| Caranguejeira                     | 54,97 | 22,92 | 6,66 | 4,60 | 2,84 | 2,32 | 0,52 | 1,05 | 0,64 | 2 674    |
| Coimbrão                          | 31,03 | 40,80 | 5,63 | 4,02 | 4,94 | 1,84 | 1,72 | 2,18 | 1,03 | 870      |
| Colmeias e Memória                | 46,20 | 27,82 | 8,78 | 5,16 | 2,65 | 1,68 | 0,61 | 1,38 | 1,38 | 1 959    |
| Leiria, Pousos, Barreira e Cortes | 35,66 | 33,83 | 6,27 | 7,57 | 5,38 | 1,92 | 2,31 | 1,66 | 1,69 | 18 447   |
| Maceira                           | 29,15 | 40,58 | 8,61 | 4,97 | 5,01 | 2,15 | 2,51 | 1,37 | 0,72 | 5 108    |
| Marrazes e Barosa                 | 29,98 | 36,74 | 8,32 | 7,52 | 5,87 | 1,57 | 2,45 | 1,88 | 1,62 | 12 110   |
| Milagres                          | 43,34 | 29,41 | 8,01 | 5,36 | 3,51 | 2,53 | 0,92 | 0,43 | 0,74 | 1 622    |
| Monte Real e Carvide              | 30,80 | 37,99 | 7,91 | 5,87 | 4,47 | 2,46 | 2,08 | 1,47 | 0,75 | 2 932    |
| Monte Redondo e Carreira          | 37,88 | 33,91 | 7,40 | 3,47 | 3,61 | 3,00 | 2,29 | 1,54 | 0,72 | 2 796    |
| Parceiros e Azoia                 | 34,76 | 35,20 | 6,81 | 7,37 | 5,13 | 1,33 | 2,26 | 1,52 | 1,24 | 4 290    |
| Regueira de Pontes                | 34,18 | 37,21 | 8,69 | 4,59 | 3,69 | 3,28 | 1,23 | 0,90 | 0,66 | 1 220    |
| Santa Catarina da Serra e Chainça | 56,73 | 19,75 | 7,99 | 4,62 | 1,77 | 3,26 | 0,58 | 1,12 | 0,71 | 2 942    |
| Santa Eufémia e Boa Vista         | 49,18 | 23,05 | 7,81 | 5,79 | 3,43 | 3,48 | 1,42 | 0,69 | 1,24 | 2 330    |
| Souto da Carpalhosa e Ortigosa    | 44,73 | 25,62 | 7,37 | 6,14 | 3,73 | 4,83 | 1,25 | 0,86 | 0,70 | 3 271    |
| Leiria                            | 37,79 | 32,66 | 7,37 | 6,35 | 4,55 | 2,28 | 1,95 | 1,44 | 1,22 | 69 066   |

### Marinha Grande
| Partido                 | Partido                        | Votos  | %               | +/-  |
| ----------------------- | ------------------------------ | ------ | --------------- | ---- |
|                         | Partido Socialista             | 8 289  | 43,54 / 100,00  | 8,46 |
|                         | Partido Social Democrata       | 3 573  | 18,77 / 100,00  | 2,15 |
|                         | Coligação Democrática Unitária | 1 875  | 9,85 / 100,00   | 4,11 |
|                         | CHEGA                          | 1 422  | 7,47 / 100,00   | 6,04 |
|                         | Bloco de Esquerda              | 1 290  | 6,78 / 100,00   | 7,62 |
|                         | Iniciativa Liberal             | 1 032  | 5,42 / 100,00   | 4,50 |
|                         | Pessoas–Animais–Natureza       | 329    | 1,73 / 100,00   | 1,90 |
|                         | LIVRE                          | 229    | 1,20 / 100,00   | 0,32 |
|                         | CDS – Partido Popular          | 193    | 1,01 / 100,00   | 1,42 |
|                         | Outros (com menos de 1,00%)    | 309    | 1,63 / 100,00   |      |
| Votos Inválidos         | Votos Inválidos                | 495    | 2,60 / 100,00   | 3,05 |
| Total                   | Total                          | 19 036 | 100,00 / 100,00 |      |
| Eleitorado/Participação | Eleitorado/Participação        | 34 291 | 55,51 / 100,00  | 2,34 |

| Freguesia        | %     | %     | %     | %    | %    | %    | %    | %    | %    | Votantes |
| Freguesia        | PS    | PSD   | CDU   | CH   | BE   | IL   | PAN  | L    | CDS  | Votantes |
| ---------------- | ----- | ----- | ----- | ---- | ---- | ---- | ---- | ---- | ---- | -------- |
| Freguesia        |       |       |       |      |      |      |      |      |      | Votantes |
| Marinha Grande   | 43,03 | 18,91 | 10,28 | 7,39 | 6,78 | 5,61 | 1,72 | 1,22 | 0,99 | 15 609   |
| Moita            | 53,86 | 11,91 | 11,37 | 6,90 | 5,14 | 3,25 | 1,35 | 1,22 | 0,54 | 739      |
| Vieira de Leiria | 43,71 | 19,87 | 6,96  | 8,07 | 7,22 | 4,95 | 1,90 | 1,12 | 1,26 | 2 688    |
| Marinha Grande   | 43,54 | 18,77 | 9,85  | 7,47 | 6,78 | 5,42 | 1,73 | 1,20 | 1,01 | 19 036   |

### Nazaré
| Partido                 | Partido                        | Votos  | %               | +/-  |
| ----------------------- | ------------------------------ | ------ | --------------- | ---- |
|                         | Partido Socialista             | 3 077  | 44,94 / 100,00  | 4,17 |
|                         | Partido Social Democrata       | 1 652  | 24,13 / 100,00  | 1,35 |
|                         | CHEGA                          | 545    | 7,96 / 100,00   | 7,93 |
|                         | Bloco de Esquerda              | 426    | 6,22 / 100,00   | 6,94 |
|                         | Coligação Democrática Unitária | 418    | 6,10 / 100,00   | 0,65 |
|                         | Iniciativa Liberal             | 292    | 4,26 / 100,00   | 3,60 |
|                         | Outros (com menos de 1,00%)    | 283    | 4,14 / 100,00   |      |
| Votos Inválidos         | Votos Inválidos                | 154    | 2,25 / 100,00   | 2,05 |
| Total                   | Total                          | 6 847  | 100,00 / 100,00 |      |
| Eleitorado/Participação | Eleitorado/Participação        | 14 210 | 48,18 / 100,00  | 6,32 |

| Freguesia         | %     | %     | %    | %    | %     | %    | Votantes |
| Freguesia         | PS    | PSD   | CH   | BE   | CDU   | IL   | Votantes |
| ----------------- | ----- | ----- | ---- | ---- | ----- | ---- | -------- |
| Freguesia         |       |       |      |      |       |      | Votantes |
| Famalicão         | 41,78 | 29,75 | 9,95 | 6,02 | 1,85  | 3,70 | 864      |
| Nazaré            | 46,00 | 24,42 | 7,88 | 6,10 | 4,91  | 4,49 | 4 607    |
| Valado dos Frades | 43,39 | 19,62 | 6,98 | 6,76 | 12,79 | 3,85 | 1 376    |
| Nazaré            | 44,94 | 24,13 | 7,96 | 6,22 | 6,10  | 4,26 | 6 847    |

### Óbidos
| Partido                 | Partido                        | Votos  | %               | +/-  |
| ----------------------- | ------------------------------ | ------ | --------------- | ---- |
|                         | Partido Socialista             | 2 453  | 40,41 / 100,00  | 4,20 |
|                         | Partido Social Democrata       | 1 870  | 30,80 / 100,00  | 1,93 |
|                         | CHEGA                          | 508    | 8,37 / 100,00   | 6,86 |
|                         | Bloco de Esquerda              | 284    | 4,68 / 100,00   | 4,97 |
|                         | Iniciativa Liberal             | 268    | 4,41 / 100,00   | 3,44 |
|                         | Coligação Democrática Unitária | 225    | 3,71 / 100,00   | 1,20 |
|                         | CDS – Partido Popular          | 92     | 1,52 / 100,00   | 2,65 |
|                         | Pessoas–Animais–Natureza       | 90     | 1,48 / 100,00   | 1,44 |
|                         | LIVRE                          | 70     | 1,15 / 100,00   | 0,27 |
|                         | Outros (com menos de 1,00%)    | 69     | 1,13 / 100,00   |      |
| Votos Inválidos         | Votos Inválidos                | 142    | 2,34 / 100,00   | 3,44 |
| Total                   | Total                          | 6 071  | 100,00 / 100,00 |      |
| Eleitorado/Participação | Eleitorado/Participação        | 10 560 | 57,49 / 100,00  | 2,92 |

| Freguesia                                | %     | %     | %     | %    | %    | %    | %    | %    | %    | Votantes |
| Freguesia                                | PS    | PSD   | CH    | BE   | IL   | CDU  | CDS  | PAN  | L    | Votantes |
| ---------------------------------------- | ----- | ----- | ----- | ---- | ---- | ---- | ---- | ---- | ---- | -------- |
| Freguesia                                |       |       |       |      |      |      |      |      |      | Votantes |
| A-dos-Negros                             | 45,24 | 27,95 | 7,62  | 5,46 | 3,05 | 3,18 | 1,52 | 1,78 | 0,89 | 787      |
| Amoreira                                 | 40,08 | 27,64 | 6,75  | 6,54 | 6,96 | 3,38 | 0,84 | 1,69 | 1,27 | 474      |
| Gaeiras                                  | 44,30 | 26,89 | 7,04  | 5,11 | 4,81 | 3,63 | 1,56 | 1,56 | 1,56 | 1 350    |
| Olho Marinho                             | 37,64 | 27,95 | 10,02 | 2,42 | 4,36 | 8,89 | 1,13 | 1,29 | 0,81 | 619      |
| Santa Maria, São Pedro e Sobral da Lagoa | 41,45 | 30,62 | 8,84  | 4,63 | 4,21 | 3,21 | 1,58 | 1,53 | 0,89 | 1 901    |
| Usseira                                  | 25,60 | 47,48 | 10,50 | 4,60 | 3,72 | 1,75 | 2,41 | 1,31 | 0,22 | 457      |
| Vau                                      | 35,40 | 38,10 | 8,90  | 3,52 | 4,55 | 2,28 | 1,45 | 0,83 | 2,69 | 483      |
| Óbidos                                   | 40,41 | 30,80 | 8,37  | 4,68 | 4,41 | 3,71 | 1,52 | 1,48 | 1,15 | 6 071    |

### Pedrógão Grande
| Partido                 | Partido                        | Votos | %               | +/-  |
| ----------------------- | ------------------------------ | ----- | --------------- | ---- |
|                         | Partido Social Democrata       | 760   | 43,18 / 100,00  | 2,78 |
|                         | Partido Socialista             | 668   | 37,95 / 100,00  | 3,69 |
|                         | CHEGA                          | 106   | 6,02 / 100,00   | 3,29 |
|                         | Bloco de Esquerda              | 43    | 2,44 / 100,00   | 3,30 |
|                         | Iniciativa Liberal             | 37    | 2,10 / 100,00   | 1,93 |
|                         | CDS – Partido Popular          | 37    | 2,10 / 100,00   | 0,85 |
|                         | Coligação Democrática Unitária | 35    | 1,99 / 100,00   | 0,23 |
|                         | Outros (com menos de 1,00%)    | 21    | 1,20 / 100,00   |      |
| Votos Inválidos         | Votos Inválidos                | 53    | 3,02 / 100,00   | 4,08 |
| Total                   | Total                          | 1 760 | 100,00 / 100,00 |      |
| Eleitorado/Participação | Eleitorado/Participação        | 3 086 | 57,03 / 100,00  | 1,72 |

| Freguesia       | %     | %     | %    | %    | %    | %    | %    | Votantes |
| Freguesia       | PSD   | PS    | CH   | BE   | IL   | CDS  | CDU  | Votantes |
| --------------- | ----- | ----- | ---- | ---- | ---- | ---- | ---- | -------- |
| Freguesia       |       |       |      |      |      |      |      | Votantes |
| Graça           | 48,08 | 33,33 | 7,37 | 2,24 | 0,96 | 1,92 | 1,28 | 312      |
| Pedrógão Grande | 40,45 | 39,15 | 6,80 | 2,53 | 2,79 | 2,35 | 1,83 | 1 147    |
| Vila Facaia     | 48,50 | 38,21 | 1,66 | 2,33 | 0,66 | 1,33 | 3,32 | 301      |
| Pedrógão Grande | 43,18 | 37,95 | 6,02 | 2,44 | 2,10 | 2,10 | 1,99 | 1 760    |

### Peniche
| Partido                 | Partido                        | Votos  | %               | +/-  |
| ----------------------- | ------------------------------ | ------ | --------------- | ---- |
|                         | Partido Socialista             | 5 353  | 43,07 / 100,00  | 5,03 |
|                         | Partido Social Democrata       | 3 081  | 24,79 / 100,00  | 0,95 |
|                         | CHEGA                          | 1 218  | 9,80 / 100,00   | 7,70 |
|                         | Coligação Democrática Unitária | 668    | 5,37 / 100,00   | 2,17 |
|                         | Bloco de Esquerda              | 598    | 4,81 / 100,00   | 5,06 |
|                         | Iniciativa Liberal             | 500    | 4,02 / 100,00   | 3,30 |
|                         | Pessoas–Animais–Natureza       | 184    | 1,48 / 100,00   | 1,72 |
|                         | CDS – Partido Popular          | 162    | 1,30 / 100,00   | 1,72 |
|                         | LIVRE                          | 127    | 1,02 / 100,00   | 0,21 |
|                         | Outros (com menos de 1,00%)    | 240    | 1,92 / 100,00   |      |
| Votos Inválidos         | Votos Inválidos                | 299    | 2,41 / 100,00   | 3,49 |
| Total                   | Total                          | 12 430 | 100,00 / 100,00 |      |
| Eleitorado/Participação | Eleitorado/Participação        | 24 353 | 51,04 / 100,00  | 5,14 |

| Freguesia          | %     | %     | %     | %    | %    | %    | %    | %    | %    | Votantes |
| Freguesia          | PS    | PSD   | CH    | CDU  | BE   | IL   | PAN  | CDS  | L    | Votantes |
| ------------------ | ----- | ----- | ----- | ---- | ---- | ---- | ---- | ---- | ---- | -------- |
| Freguesia          |       |       |       |      |      |      |      |      |      | Votantes |
| Atouguia da Baleia | 38,20 | 30,14 | 11,29 | 3,54 | 4,74 | 3,98 | 1,13 | 1,85 | 1,11 | 4 599    |
| Ferrel             | 44,56 | 24,75 | 8,25  | 4,32 | 4,09 | 6,25 | 1,39 | 0,62 | 1,16 | 1 297    |
| Peniche            | 46,84 | 20,78 | 9,15  | 6,77 | 4,77 | 3,71 | 1,77 | 0,98 | 0,98 | 5 824    |
| Serra d'El-Rei     | 40,85 | 23,10 | 8,31  | 7,75 | 6,90 | 2,82 | 1,55 | 1,69 | 0,56 | 710      |
| Peniche            | 43,07 | 24,79 | 9,80  | 5,37 | 4,81 | 4,02 | 1,48 | 1,30 | 1,02 | 12 430   |

### Pombal
| Partido                 | Partido                        | Votos  | %               | +/-  |
| ----------------------- | ------------------------------ | ------ | --------------- | ---- |
|                         | Partido Social Democrata       | 10 186 | 40,98 / 100,00  | 0,16 |
|                         | Partido Socialista             | 7 881  | 31,71 / 100,00  | 4,59 |
|                         | CHEGA                          | 2 032  | 8,18 / 100,00   | 6,36 |
|                         | Iniciativa Liberal             | 1 171  | 4,71 / 100,00   | 3,94 |
|                         | Bloco de Esquerda              | 976    | 3,93 / 100,00   | 3,92 |
|                         | CDS – Partido Popular          | 510    | 2,05 / 100,00   | 3,30 |
|                         | Coligação Democrática Unitária | 413    | 1,66 / 100,00   | 0,20 |
|                         | Pessoas–Animais–Natureza       | 266    | 1,07 / 100,00   | 1,31 |
|                         | Outros (com menos de 1,00%)    | 580    | 2,34 / 100,00   |      |
| Votos Inválidos         | Votos Inválidos                | 841    | 3,38 / 100,00   | 3,27 |
| Total                   | Total                          | 24 856 | 100,00 / 100,00 |      |
| Eleitorado/Participação | Eleitorado/Participação        | 48 922 | 50,81 / 100,00  | 3,74 |

| Freguesia                                          | %     | %     | %     | %    | %    | %    | %    | %    | Votantes |
| Freguesia                                          | PSD   | PS    | CH    | IL   | BE   | CDS  | CDU  | PAN  | Votantes |
| -------------------------------------------------- | ----- | ----- | ----- | ---- | ---- | ---- | ---- | ---- | -------- |
| Freguesia                                          |       |       |       |      |      |      |      |      | Votantes |
| Abiul                                              | 53,65 | 21,35 | 9,23  | 4,23 | 2,12 | 2,60 | 1,73 | 0,19 | 1 040    |
| Almagreira                                         | 44,03 | 32,52 | 7,74  | 2,95 | 3,17 | 2,14 | 0,96 | 1,03 | 1 356    |
| Carnide                                            | 59,20 | 16,67 | 10,32 | 3,98 | 1,99 | 1,00 | 0,87 | 0,75 | 804      |
| Carriço                                            | 38,92 | 34,29 | 8,53  | 3,84 | 3,48 | 2,04 | 1,86 | 1,44 | 1 665    |
| Guia, Ilha e Mata Mourisca                         | 44,93 | 28,62 | 7,74  | 3,95 | 3,86 | 2,61 | 1,15 | 0,92 | 3 138    |
| Louriçal                                           | 38,13 | 35,58 | 5,92  | 3,32 | 4,97 | 1,52 | 2,23 | 1,56 | 2 111    |
| Meirinhas                                          | 53,33 | 16,89 | 11,46 | 8,29 | 2,35 | 1,74 | 0,61 | 0,20 | 977      |
| Pelariga                                           | 41,98 | 33,57 | 8,32  | 5,41 | 3,51 | 1,60 | 0,90 | 0,30 | 998      |
| Pombal                                             | 34,82 | 35,68 | 7,84  | 5,75 | 4,97 | 1,90 | 1,99 | 1,16 | 7 587    |
| Redinha                                            | 30,79 | 46,07 | 8,28  | 2,76 | 3,40 | 2,44 | 0,53 | 1,49 | 942      |
| Santiago e S. Simão de Litém e Albergaria dos Doze | 40,77 | 31,18 | 7,91  | 5,04 | 3,84 | 2,12 | 2,21 | 1,68 | 2 264    |
| Vermoil                                            | 45,64 | 26,76 | 9,55  | 4,55 | 2,43 | 2,12 | 2,05 | 0,76 | 1 319    |
| Vila Cã                                            | 45,04 | 25,04 | 9,92  | 3,97 | 3,82 | 3,36 | 1,98 | 0,46 | 655      |
| Pombal                                             | 40,98 | 31,71 | 8,18  | 4,71 | 3,93 | 2,05 | 1,66 | 1,07 | 24 856   |

### Porto de Mós
| Partido                 | Partido                        | Votos  | %               | +/-  |
| ----------------------- | ------------------------------ | ------ | --------------- | ---- |
|                         | Partido Social Democrata       | 4 707  | 37,76 / 100,00  | 1,77 |
|                         | Partido Socialista             | 4 143  | 33,23 / 100,00  | 2,35 |
|                         | CHEGA                          | 1 211  | 9,71 / 100,00   | 8,70 |
|                         | Iniciativa Liberal             | 656    | 5,26 / 100,00   | 4,36 |
|                         | Bloco de Esquerda              | 518    | 4,16 / 100,00   | 4,58 |
|                         | CDS – Partido Popular          | 254    | 2,04 / 100,00   | 3,42 |
|                         | Coligação Democrática Unitária | 230    | 1,85 / 100,00   | 0,66 |
|                         | Pessoas–Animais–Natureza       | 141    | 1,13 / 100,00   | 1,35 |
|                         | Outros (com menos de 1,00%)    | 247    | 1,98 / 100,00   |      |
| Votos Inválidos         | Votos Inválidos                | 359    | 2,88 / 100,00   | 3,28 |
| Total                   | Total                          | 12 466 | 100,00 / 100,00 |      |
| Eleitorado/Participação | Eleitorado/Participação        | 20 759 | 60,05 / 100,00  | 3,27 |

| Freguesia          | %     | %     | %     | %    | %    | %    | %    | %    | Votantes |
| Freguesia          | PSD   | PS    | CH    | IL   | BE   | CDS  | CDU  | PAN  | Votantes |
| ------------------ | ----- | ----- | ----- | ---- | ---- | ---- | ---- | ---- | -------- |
| Freguesia          |       |       |       |      |      |      |      |      | Votantes |
| Alqueidão da Serra | 33,85 | 36,73 | 6,42  | 4,42 | 6,53 | 1,99 | 2,43 | 1,44 | 904      |
| Alvados e Alcaria  | 51,52 | 22,84 | 7,69  | 4,90 | 4,20 | 3,73 | 1,86 | 0,70 | 429      |
| Arrimal e Mendiga  | 48,32 | 23,68 | 11,03 | 3,57 | 2,27 | 2,81 | 1,62 | 0,97 | 925      |
| Calvaria de Cima   | 29,15 | 38,67 | 10,18 | 5,50 | 5,34 | 2,22 | 1,81 | 2,05 | 1 218    |
| Juncal             | 36,27 | 36,81 | 8,87  | 5,43 | 3,98 | 2,05 | 1,57 | 0,78 | 1 657    |
| Mira de Aire       | 30,22 | 39,62 | 9,96  | 5,85 | 3,77 | 1,13 | 2,42 | 1,74 | 1 777    |
| Pedreiras          | 36,51 | 35,38 | 10,17 | 5,44 | 3,18 | 1,62 | 1,77 | 1,13 | 1 416    |
| Porto de Mós       | 38,56 | 32,47 | 9,18  | 5,84 | 4,92 | 1,83 | 1,80 | 0,85 | 3 169    |
| São Bento          | 60,63 | 12,22 | 12,90 | 3,62 | 0,90 | 3,85 | 0,90 | 0,45 | 442      |
| Serro Ventoso      | 44,05 | 23,63 | 14,74 | 4,35 | 3,21 | 2,84 | 1,51 | 0,38 | 529      |
| Porto de Mós       | 37,76 | 33,23 | 9,71  | 5,26 | 4,16 | 2,04 | 1,85 | 1,13 | 12 466   |

## Lista de Deputados Eleitos
A lista apresentada é conforme a aplicação do Método D'Hondt:
| N.º | Nome                               | Partido | Partido                  | Quociente  |
| --- | ---------------------------------- | ------- | ------------------------ | ---------- |
| 1   | António Lacerda Sales              |         | Partido Socialista       | 84253      |
| 2   | Paulo Mota Pinto                   |         | Partido Social Democrata | 81778      |
| 3   | Eurico Brilhante Dias              |         | Partido Socialista       | 42126,5    |
| 4   | Hugo Patrício Martinho de Oliveira |         | Partido Social Democrata | 40889      |
| 5   | Catarina Sarmento e Castro         |         | Partido Socialista       | 28084,3333 |
| 6   | Olga Cristina Fino Silvestre       |         | Partido Social Democrata | 27259,3333 |
| 7   | Sara Maria Belo Velez              |         | Partido Socialista       | 21063,25   |
| 8   | João Manuel Gomes Marques          |         | Partido Social Democrata | 20444,5    |
| 9   | Gabriel Sérgio Mithá Ribeiro       |         | CHEGA                    | 18918      |
| 10  | Salvador Portugal Formiga          |         | Partido Socialista       | 16850,6    |